# Batu Mas
Batu Mas is een bestuurslaag in het regentschap Ogan Komering Ulu van de provincie Zuid-Sumatra, Indonesië. Batu Mas telt 938 inwoners (volkstelling 2010).